# Köbes (Spirituose)

Eine Flasche Köbes

Köbes ist ein Kräuterbitter aus Köln. Er wird von der G. van Laack Cologne Sekt&Spirituosen, einem Familienbetrieb im innerstädtischen Belgischen Viertel, vertrieben und weist einen Alkoholgehalt von 32 % auf.

## Herstellung
Köbes Kräuterbitter wird aus 49 verschiedenen Kräutern und pflanzlichen Extrakten gewonnen. Diese mazerieren in einem eigens hergestellten Weizenkorn auf biologischer Basis, der selbst nicht für den Handel bestimmt ist. Er dient ausschließlich als Vorprodukt für den Köbes und den Sauerkirschlikör „Nubbel“.
Köbes hat einen relativ geringen Zuckergehalt. Dieser liegt – wie bei jedem Kräuterbitter vorgeschrieben – unter 100 Gramm pro Liter. Aber auch im Vergleich mit anderen Kräuterbittern ist der Köbes insgesamt weniger süß. Die Farbe ist dunkelbraun mit leicht rötlichem Schimmer, geschmacklich halten sich fruchtige, ätherische und holzig-lakritzige Noten in etwa die Waage.

## Geschichte
Entstanden ist der Köbes Ende der 1950er. Das Getränk geht zurück auf den Sekt- und Spirituosenhändler Werner van Laack, der in der Nachkriegszeit Gastronomie in Großzelten organisierte, da Veranstaltungsräume in der ausgebombten Stadt so gut wie nicht existierten. Van Laack erwarb Vertriebslizenzen für mehrere Spirituosen und handelte als Generalvertreter für das Kohlensäurewerk Deutschland mit Kohlensäureflaschen. Seit den 1930ern belieferte er die Kölner Gastronomie außerdem mit verschiedenen Sekt-Cuvées. In den Fünfzigerjahren entwickelte er dann auf der Basis verschiedener Spirituosenrezepte eine neue Produktlinie und brachte den Köbes als eigene Marke heraus.
Eine Renaissance erfuhr der Köbes Ende der Nullerjahre, als die dritte und vierte Generation der Familie van Laack das zwischenzeitlich fast vollständig aus der Gastronomie verschwundene Getränk einer vornehmlich jungen Zielgruppe vorstellte.
Der Köbes hat als Marke seit seiner Erschaffung das Erscheinungsbild nie geändert. Flaschenform und Etikett sind noch die gleichen wie in der Entstehungszeit. Auf dem Etikett ist ein kölscher Köbes mit Tablett abgebildet, im Hintergrund ist die damals neu gebaute Severinsbrücke und der Rhein zu erkennen.

## Verbreitung und Vertrieb
Köbes ist in vielen Kölner Gaststätten zu bekommen; ein Schwerpunkt liegt in der Kölner Innenstadt. Neben dem Vertrieb in die Gastronomie wird der Kräuterbitter auch im Handel angeboten, insbesondere im Lebensmitteleinzelhandel (Feinkostabteilungen in Supermärkten, Spirituosenfachgeschäfte, Delikatessenhandel) und im Handel mit regionalen Produkten (Flughafenshops, Kölntourismus etc.).
Es sind verschiedene Flaschengrößen erhältlich: mit der 0,7-Liter-Flasche wird vornehmlich die Gastronomie beliefert, daneben wird Köbes in Flaschen mit 0,35 Litern und kleine Flachmänner mit 0,04 und 0,02 Litern abgefüllt.